# Morgen Maandag
Morgen Maandag was een populair Vlaams televisieprogramma, gepresenteerd door Mark Uytterhoeven in het najaar van 1993.

## Ontstaansgeschiedenis
Na het aanzienlijke succes van het programma Het huis van wantrouwen in 1991 dat Uytterhoeven samen met Wouter Vandenhaute had gepresenteerd, achtte niemand het mogelijk dat de populariteit van dit programma ooit nog overtroffen kon worden. Uytterhoeven nam de uitdaging aan en presenteerde in het najaar van 1993 elke zondagavond op TV1 (tegenwoordig: Eén) een nieuw programma dat informatie, humor en vernieuwing combineerde: Morgen Maandag.

## Concept
Het programma begon altijd met een klei-animatiefilmpje waarin de zon en de maan vochten, terwijl een eeuwenoud rad vol spinnenwebben begon te draaien. De gelukkige zon stelde de rust en vrede van de zondag voor en de grauwe maan, de vervelende werkdag de dag erop. Terwijl de hemellichamen met elkaar vochten vielen ze ten slotte tussen het rad waardoor ze geplet werden tot een gezamenlijk logo op een blaadje papier.
Hiermee begon de uitzending pas echt. De groep Kommil Foo zong een intro over de grauwheid van de maandag die komen zou en kondigde daarbij "de Morgen Maandag-man" aan (Uytterhoeven). Vanaf dat punt kon er van alles gebeuren in het programma. Uytterhoeven maakte er een sport van elke uitzending iets onverwachts en nieuws te doen en in te pikken op de actualiteit van de afgelopen week. Zo kon het gebeuren dat hij terugblikte op markante beeldfragmenten of een gast uitnodigde die hij voorstelde aan de hand van oude archiefbeelden waarbij hij dan grappige associaties maakte die meestal niets met de getoonde beelden te maken hadden.

## Vaste rubrieken
- Het handteken: Uytterhoeven lanceerde als running gag een bepaald teken met de hand dat vergelijkbaar was met de middelvinger die men opsteekt om fuck you te zeggen. Bij hem werden duim en wijsvinger opengehouden alsof men er iets tussen vasthield en moest men het net als het gebaar met de middelvinger uiten als teken van ongenoegen.
- De Vogelkooi (of Walter), waar Uytterhoeven een gast interviewde in een grote vogelkooi waar vlak naast hem zijn beo Walter in een nestkastje zat en af en toe iets zei dat soms grappig was in de context van het interview. Enkele van de zinnetjes of woorden die hij papegaaide waren: "jaja", "laat de wijven komen" of soms gewoon gefluit.
- Kartouch, waarin Uytterhoeven in rood gestreept hemdje en achterstevoren opgezette pet tegen een onwaarschijnlijk tempo een tekst afratelde die inpikte op de actualiteit en uitgelegd werd in de stijl van een jongetje van tien, elf jaar. Kartouch was gebaseerd op de gelijknamige columns van Luc Versteylen.
- Kinderspel, waarin Uytterhoeven en een kind gefilmd werden achter een tafel waar ze vlak voor de cameralens met speelgoed toneelstukjes speelden. Het grappige aan dit item was dat Uytterhoeven altijd bepaalde bekende Vlamingen als bepaalde speelgoedfiguren voorstelde. Zo werd hij voorgesteld als een Playmobilmannetje met pet en toenmalig BRTN-baas Jan Ceuleers als een Playmobilmannetje met een megafoon die de rubriek elke keer inluidde door luid: "UYTTERHOEVEEEEEEE" te roepen. De kalende VTM-bazen Mike Verdrengh en Guido Depraetere werden dan weer voorgesteld als trolpoppetjes met lang omhoogstekend haar.
- De Zetel: Uytterhoeven had een speciaal gebouwde zetel waar je met twee in kon zitten en die zo was ontworpen dat je erg dicht tegen elkaar aan zat. De interviews die hij zo afnam werden heel intiem en hadden een erg grappig zicht. Eén keer riep Uytterhoeven het publiek op zelf een gast te bedenken die in deze stoel moest komen zitten. Dat werd de toentertijd volslanke televisiepresentatrice Margriet Hermans. Het bleek echter totaal onmogelijk Uytterhoeven er nog tussen te krijgen en daarom vond het interview maar plaats in De Vogelkooi.
- Xavier De Baere mocht iedere aflevering afsluiten als professioneel afscheidnemer. Dit typetje van Lucas Van den Eynde met haar in de zijstreep en truitje zonder mouwen dankte iedereen voor de weergaloze show en was vooral hilarisch omdat hij in zijn drang professioneel en keurig over te komen voortdurend allerlei eigenaardige zinsconstructies en door elkaar gehaalde spreekwoorden, gezegdes en uitdrukkingen uitte. Zijn catchphrases waren: Formidabel en Dank u vriendelijk, dames en heren.

Wanneer het programma afgelopen was, lag de dag nadien Gisteren Zondag in de winkel, een krantje dat berichtte over de aflevering van gisteren en waarin onder meer de integrale tekst van Kartouch stond afgedrukt en de stopstrip Luchien van Fritz Van Den Heuvel te lezen was, evenals inzendingen van liefhebbers van het programma. Zo stuurde één liefhebber eens drie stroken uit het Nero-album Beo is Back (1989) op waarin Meneer Pheips beo een carrière bij de BRT begon en vervolgens naar de VTM overliep. De gelijkenis met Walter de beo was natuurlijk een grappig toeval.

## Legendarische momenten
- In de eerste aflevering dreef Uytterhoeven de spot met het toenmalige plan de populaire Vlaamse sitcom F.C. De Kampioenen ook in Nederland uit te zenden. De serie zou echter opnieuw gemaakt worden als FC Victorie met een Nederlandse cast. Uytterhoeven noemde dat een grove onderschatting van de acteerkunst van de oorspronkelijke acteurs en toonde toen een hilarisch filmpje waarin Loes Van den Heuvel, Jacques Vermeire, Johny Voners, Marijn Devalck, en Carry Goossens als hun personages typisch Nederlandse uitdrukkingen gebruikten met een vet "Hollands" accent. Dit filmpje werd klassiek en is al talloze malen herhaald geweest in archiefprogramma's.
- Ooit interviewde Uytterhoeven Rani De Coninck in de Zetel en dook ineens Bart Peeters op, verkleed als Cas Goossens, en Hugo Matthysen, verkleed als zijn vrouw. Dit was een verwijzing naar Het Leugenpaleis, waar Peeters regelmatig Cas Goossens speelde. Peeters nodigde hierna het publiek uit om het lied Konijn met pruimen te zingen.
- Uytterhoeven speelde vaak met de mogelijkheden van televisie. Zo kon men ooit eens naar het tweede BRTnet zappen om te zien wie over enkele ogenblikken op het eerste net, TV1 in het programma te gast zou zijn? Een andere maal liet hij enkele gasten een rechtstreekse uitzending op VTM dubben of toonde hij beelden die in het nieuws waren geweest die week met ingesproken stemmetjes. Het meest memorabele moment hieruit vond plaats toen hij drie Vlaamse acteurs een script gaf dat afkomstig was van een bepaald televisieprogramma en dat zij dan opnieuw moesten dubben. Het publiek en de kijkers thuis gingen plat toen het om een aflevering van het kinderprogramma Samson bleek te gaan.
- Er werd ook geëxperimenteerd met nieuwe interviewstijlen. Zo interviewde Uytterhoeven eens enkele voetballers waaronder Paul Van Himst terwijl ze in een auto zaten (in de studio). Toen hij Van Himst, die achter het stuur zat, ook een vraag stelde, en die zich naar de achterbank waar Uytterhoeven zat keerde, zei Uytterhoeven hem de weg in het oog te houden! Een andere keer kon het publiek stemmen over een nieuwe interviewlocatie en zo kwam het dat de vier gasten, waaronder één vrouw, in een mannentoilet geïnterviewd werden.
- Ooit was politicus Freddy Willockx te gast die toen net een ontmoeting met prins Charles en Diana had gehad. Uytterhoeven suggereerde dat Willockx verliefd was op Diana en dit wederzijds was. Na wat gelach toonde hij de beelden die die week in het nieuws waren geweest waarbij Willockx en Diana elkaar af en toe vriendelijk aankeken. Daarop zond hij dezelfde beelden in slow motion uit waarbij hun blikken erg verliefd en zwijmelend leken.
- Een andere keer toonde Kommil Foo hoe mensen op een niet-choquerende manier naakt voor een publiek kunnen verschijnen. Raf Walschaerts gaf er deskundige uitleg bij, terwijl zijn broer, Mich, naakt het podium opkwam met enkel een plank om zijn geslachtsdelen te verbergen. Mich draaide de plank in allerlei richtingen, maar zo dat het publiek zijn kruis niet te zien kreeg en zich af begon te vragen of hij nu echt compleet naakt was? Aan het einde van de act hief Mich triomfantelijk zijn handen in de lucht, waarna de plank natuurlijk uit zijn handen viel! Tv-kijkers kregen slechts enkele seconden een glimp van Mich' kruis te zien doordat de camera wegzwenkte, waarna het voor hen een mysterie bleef of hij nu echt poedelnaakt was. 's Anderendaags bewezen de foto's in het Gisteren Zondag-krantje dat Mich wel degelijk bloot voor het studiopubliek had gestaan.
- In het najaar van 1993 raakte bekend dat Carry Goossens, die Oscar Crucke speelde in de populaire BRT-serie F.C. De Kampioenen, zou overstappen naar VTM en dus uit de serie zou worden geschreven. Karel Deruwe, die toen al een tijd meespeelde in de populaire VTM-soap Familie, had dan weer net een contract met de BRT getekend. Uytterhoeven nodigde beide acteurs uit in Morgen Maandag voor een interview en gaf hen na afloop totaal onverwacht een script in handen. Ze kregen enkele minuten voorbereidingstijd en moesten dan hun sketch voorbrengen in het cafédecor uit F.C. De Kampioenen, dat naar de studio gebracht was. De plot draaide rond Deruwe (als Guido uit Familie) die zich totaal uitgeput naar het café van Oscar Crucke sleepte. Hij vertelde toen aan Oscar wat hij allemaal had meegemaakt het afgelopen jaar (allemaal dingen die hem als Guido in de soap waren overkomen). Als verrassingsact dook ook plotseling Marijn Devalck op, in de huid van het personage Balthasar Boma.

## Impact
Morgen Maandag werd een programma waarover iedereen sprak en dat zelfs meer kijkers (tussen de 1,6 en 1,7 miljoen) lokte dan Het huis van wantrouwen indertijd. Xavier De Baere werd een cultfiguur en de verkoop van beo's nam toe. Op de speelplaatsen imiteerden kinderen het handteken uit de show en "formidabel" werd een enorm populair stopwoord. Politicus Bert Anciaux haalde zelfs het nieuws door het parlement toe te spreken in de stijl van Xavier De Baere. Er werden zelfs buiten het programma fratsen uitgehaald. Tijdens een nieuwsuitzending draaide de cameraman zijn toestel bijvoorbeeld scherp naar rechts uit wat de nieuwslezer en kijkers in verwarring achterliet. Pas op zondag bleek dan dat dit een grap was die met het programma te maken had.
Kommil Foo en Xavier De Baere kregen meer naambekendheid door de show. De heisa rond het programma werd Uytterhoeven op den duur wat te veel. Zelfs jaren later uitte hij nog zijn ongenoegen over een paginagroot artikel in de krant over een ziekte die zijn beo had. Uytterhoeven werd het hele gedoe zo beu dat hij sindsdien er alles aan heeft gedaan om zijn nieuwe programma's meer voor een kleiner publiek te presenteren.
In 1993 won het programma Humo's Prijs van de Kijker.
Alles komt terug, een programma dat Uytterhoeven in 2001 met Rob Vanoudenhoven presenteerde, bevatte elementen uit Morgen Maandag. Zo doken Bart Peeters en Cas Goossens op, evenals Xavier De Baere, en had Kommil Foo een vaste rubriek. Morgen Maandag was een van de grote publiekstrekkers uit de Vlaamse televisiegeschiedenis.